# Калюлю, Пьер
Пьер Казейе́ Ромме́ль Калюлю́ Кьятенгва́ (фр. Pierre Kazeye Rommel Kalulu Kyatengwa; род. 5 июня 2000, Лион) — французский футболист, защитник итальянского клуба «Ювентус».

## Футбольная карьера
Уроженец города Лион. Начинал заниматься футболом в команде «Сен-Приест», откуда в десятилетнем возрасте перебрался в академию «Лиона». Выступал за молодёжные команды «Олимпика». 11 августа 2018 года дебютировал за вторую команду лионцев в поединке против «Жура Суд Фут». Всего в дебютном сезоне 2018/2019 провёл за вторую команду 17 встреч. Выступал за молодёжь «Олимпика» в Юношеской лиге УЕФА 2018/2019 и 2019/2020, где команда оба раза дошла до четвертьфинала.
5 марта 2020 года впервые попал в заявку основной команды в поединке против «Амьена», однако на поле так и не появился.
Летом 2020 года перешёл в «Милан» за 480 тыс. евро и подписал контракт сроком на пять лет. 10 декабря 2020 года он дебютировал за «Милан» в поединке Лиги Европы против пражской «Спарты», выйдя на поле в стартовом составе и проведя весь матч. Спустя три дня, 13 декабря 2020 года, дебютировал и в Серии А в поединке против «Пармы», заменив на 5-й минуте встречи травмированного Маттео Габбию.
Выступал за юношеские сборные Франции различных возрастов. Принимал участие в чемпионате Европы 2019 года среди юношей до 19 лет. Провёл на турнире 3 встречи, вместе с командой проиграл в полуфинале сверстникам из Испании по пенальти.

## Семья
Кроме французского гражданства, имеет также паспорт Демократической Республики Конго. Старшие братья Пьера — Альдо и Жедеон — также являются футболистами.

## Статистика

### Клубная
| Выступление      | Выступление      | Выступление      | Чемпионат | Чемпионат | Кубки | Кубки | Еврокубки | Еврокубки | Прочие | Прочие | Итого | Итого |
| Клуб             | Лига             | Сезон            | Игры      | Голы      | Игры  | Голы  | Игры      | Голы      | Игры   | Голы   | Игры  | Голы  |
| ---------------- | ---------------- | ---------------- | --------- | --------- | ----- | ----- | --------- | --------- | ------ | ------ | ----- | ----- |
| Милан            | Серия A          | 2020/21          | 13        | 1         | 1     | 0     | 4         | 0         | 0      | 0      | 18    | 1     |
| Милан            | Серия A          | 2021/22          | 28        | 1         | 4     | 0     | 5         | 0         | 0      | 0      | 37    | 1     |
| Милан            | Серия A          | 2022/23          | 34        | 1         | 1     | 0     | 10        | 0         | 1      | 0      | 46    | 1     |
| Милан            | Серия A          | 2023/24          | 9         | 0         | 0     | 0     | 2         | 0         | 0      | 0      | 11    | 0     |
| Милан            | Итого            | Итого            | 84        | 3         | 6     | 0     | 21        | 0         | 1      | 0      | 112   | 3     |
| Всего за карьеру | Всего за карьеру | Всего за карьеру | 84        | 3         | 6     | 0     | 21        | 0         | 1      | 0      | 112   | 3     |

## Достижения
«Милан»
- Чемпион Италии: 2021/22

Сборная Франции
- Бронзовый призёр Лиги наций УЕФА: 2024/25